# São João Baptista (Moura)
São João Baptista (llamada oficialmente Moura (São João Baptista)) era una freguesia portuguesa del municipio de Moura, distrito de Beja.

## Historia
Fue suprimida el 28 de enero de 2013, en aplicación de una resolución de la Asamblea de la República portuguesa promulgada el 16 de enero de 2013 al unirse con las freguesias de Santo Agostinho y Santo Amador, formando la nueva freguesia de Moura (Santo Agostinho e São João Baptista) e Santo Amador.